# Мистер Мисикс
Мистер Мисикс (англ. Mr. Meeseeks) — повторяющийся вымышленный вид в американском комедийном научно-фантастическом анимационном сериале для взрослых «Рик и Морти». Создан Джастином Ройландом и Дэном Хармоном и основан на заглавном герое комиксов Scud: The Disposable Assassin Роба Шрэба. Мисиксы (Meeseeks) — это гуманоиды (каждый из которых носит имя «Мистер Мисикс») с пудрово-голубой кожей, созданные для выполнения единственной цели, ради которой они готовы пойти на всё. Каждый из них появляется на свет благодаря «Коробке с Мисиксами» (Meeseeks Box) и обычно живёт не более нескольких часов в состоянии постоянной боли, исчезая лишь после выполнения поставленной перед ним задачи; поэтому чем дольше Мисикс остаётся жив, тем более безумным и невменяемым он становится. Помимо произведений медиафраншизы персонаж был использован в различной рекламно-сувенирной продукции.

## Появления
Первое появление состоялось в эпизоде «Мисикс и разрушение» первого сезона. Затем были камео в сериях «Успеть до Морти-ночи» второго сезона, «Мозговыносяшки Морти» третьего сезона. В эпизоде четвёртого сезона «Срань будущего: Прикзрак в мортпехах» появляется курящий краснокожий Kirkland-Мисикс. Последнее полноценное появление было в серии «Риконечная мортистория».
В игре виртуальной реальности Rick and Morty: Virtual Rick-ality можно вызвать Мистера Юсикса (Mr. Youseeks), чтобы он помог выполнить недоступную работу.
В июне 2019 года в издательстве Oni Press вышел ваншот — спин-офф серии комиксов «Рик и Морти» — под названием Rick and Morty Presents: Mr. Meeseeks («Рик и Морти представляют. Мистер Мисикс»), в котором рассказывается о Мистере Мисексе, который после того, как Саммер Смит обратилась к нему за помощью с рецептом чили, случайно поручает другому Мисексу отправиться в путешествие, чтобы найти смысл жизни, несмотря на конечность своего существования. Наркокурьер Мисикс, известный как Мистер Сик (Mr. Sick), также фигурирует в 41-м выпуске серии комиксов «Рик и Морти» в качестве приспешника.

## Разработка
Персонаж был создан Джастином Ройландом и Дэном Хармоном, которые впервые встретились на Channel 101 в начале 2000-х годов. В 2006 году Ройланд создал «Настоящие анимированные приключения Дока и Марти» — серию из четырёх короткометражных мультфильмов, пародирующую героев франшизы «Назад в будущее» Дока Брауна и Марти Макфлая и ставшую прообразам для «Рика и Морти». Во втором эпизоде пара сталкивается с заглавным персонажем Скадом из комикса Scud: The Disposable Assassin, одним из сценаристом которого Дэн Хармон был в 1994—1998 годах, что послужило рекламой возрождения серии комиксов в 2008 году. В 2016 году на выставке Стэна Ли L.A. Comic Con: Comikaze Хармон подтвердил, что персонаж Мистер Мизикс был «содран» со Скада. После того как идея «Рика и Морти» была предложена Adult Swim и началась разработка полноценного телесериала, у Ройланда родилась идея эпизода «Миcикс и разрушение», когда он, разочарованный ходом писательской сессии, предложил ввести персонажа, который бы «самым раздражающим» голосом произносил «Я мистер Мисикс, посмотрите на меня!», после чего этот концепт был объединён с вариацией Хармона на тему Скада, персонажа Роба Шрэба. Каждый представитель вида произносил эту коронную фразу, когда его создавали или когда он высказывал своё мнение. Сценарист сериала Райан Ридли также упоминал Смурфиков как источник вдохновения для Миссиксов.

## Мерчандайз
3 августа 2016 года компания Cryptozoic Entertainment выпустила игру Mr. Meeseeks’ Box-O’-Fun, сочетающую в себе элементы игры в кости и «Правды или действия?» и сфокусированную на персонаже Мистере Мисиксе.
23 сентября 2019 года компания Entertainment Earth выпустила в продажу игрушку «Мистер Миcикс в коробочке», получившую положительную оценку. Коробки с Мисиксами также используются в качестве бонусов и лутбоксов в бесплатной ролевой видеоигре 2016 года Pocket Mortys.
10 сентября 2020 года компания Kidrobot выпустила линию восьмидюймовых фигурок-зайчиков на тему Мистера Миcикса, а компания Pringles выпустила вкус Мистера Мизикса под названием «Посмотри на меня! Я чеддер и сметана», описание продукта гласило: «Высокая, пудрово-голубая фигура мистера Мисикса естественным образом воплощена в этой узкой банке чипсов Pringles. Поскольку существование для Мизикса — это боль, то лучше съесть эти чипсы быстро, что не должно быть проблемой, учитывая, насколько они вкусны».

## Восприятие
| Год  | Награда                  | Категория                                                                    | Номинант        | Результат | Ист.   |
| ---- | ------------------------ | ---------------------------------------------------------------------------- | --------------- | --------- | ------ |
| 2015 | BTVA Voice Acting Awards | Лучшее мужское вокальное исполнение в телевизионном сериале — комедия/мюзикл | Джастин Ройланд |           | [ 21 ] |

Персонаж получил положительную оценку. Looper назвал Мистера Миcикса «символом сериала», объяснив его привлекательность «фантазией о джинне в бутылке» и отметив предоставленные им «размышления о природе существования, задающие шаблон для всё более частых заходов сериала в философские размышления». Screen Rant назвал персонажа «культовым героем», а Inverse сравнил его с Майклом Китоном из фильма 1996 года «Множество» и похвалил «круг истории». Издание The Daily Dot объяснило шарм Мисиксов лёгкостью в цитировании их коронной фразы и тем, что «они бодры, несмотря на то, что живут в боли и хотят умереть». GameSpot заявил, что «ещё не было персонажа, который оказал бы такое длительное влияние [на франшизу «Рик и Морти»], как Мистер Мисикс», а Джейк Лахут описал Мисиксов как «нечто среднее между Гамби и Смурфиками — вид, воплощающий ключевую теорию Аристотеля о телеологии, идею замысла и цели в каждой материальной вещи». Что касается их первоначального образа, Comic Book Resources назвал персонажей «очень уникальными и увлекательными для просмотра на экране», а CinemaBlend назвал их вторыми по значимости второстепенным персонажами сериала после президента Морти. Den of Geek оценил персонажа как подтверждение «[того] типа внешне счастливых людей, [которые] живут богатой внутренней жизнью бесконечных мучений» и концепции «@#%&*! Smilers», как назван одноимённый альбом Эйми Манн.